# Johan Jacobus van Monferrato
Johan Jacobus Paleologo (Italiaans: Giovanni Giacomo of Giangiacomo Paleologo) (Trino, 23 maart 1395 – Casale, 13 maart 1445) was markgraaf van Monferrato van 1418 tot 1445. Hij was een zoon van markgraaf Theodoor II en Margaretha van Savoye.
Hij huwde op 26 april 1411 met Johanna van Savoye (1395 – 1460), dochter van graaf Amadeus VII van Savoye. Uit dit huwelijk werden de volgende kinderen geboren:
- Johan (1413 – 1464), markgraaf van Monferrato 1445-1464
- Amadea (ca 1418 – op Cyprus 13 augustus 1440); ∞ Janus II de Lusignan (1418 – 1458), koning van Cyprus, prins van Antiochië
- Isabella (ca 1419 – mei 1475); ∞ (1436) Ludovico I di Saluzzo († 1475), markgraaf van Saluzzo
- Willem (1420 – 1483), markgraaf van Monferrato 1464-1483
- Bonifatius (1424 – 1494), markgraaf van Monferrato 1483-1494
- Theodoor († 1481), kardinaal